# دعم حياة الأم بعد الموت الدماغي
دعم حياة الأم بعد الموت الدماغي يحدث عندما تكون مريضة ميتة دماغيًا حاملًا ويتم إبقاء جسدها على قيد الحياة لتوليدها. تعد الحالات الدولية نادرة جدًا. حتى بين مرضى الموت الدماغي، في دراسة أمريكية أجريت على 252 مريضًا ميتًا دماغيًا في الفترة ما بين عامي 1990-1996، كانت 5 حالات فقط (2.8%) تضم نساء حوامل تتراوح أعمارهن بين 15-41 عامًا.

## حالات سابقة
في فترة استمرت 28 عامًا بين عامي 1982 و2010، كان هناك «30 حالة [مُبلغ عنها] لموت الأم دماغيًا (19 تقرير حالة وسلسلة حالات واحدة)». في 12 حالة، وُلد طفل قادر على الحياة عن طريق عملية قيصرية بعد دعم حياة مطوّل. مع ذلك، وفقًا لإسماعيل زاده وآخرين. لا يوجد بروتوكول مقبول على نطاق واسع للتعامل مع حالة الموت الدماغي للأم «نظرًا لوجود عدد قليل فقط من الحالات المبلغ عنها في الأدبيات الطبية». بالإضافة إلى ذلك، نادرًا ما تكون رغبات الأم معروفة، ويجب استشارة الأسرة عند وضع خطة رعاية.

## مضاعفات دعم الحياة
خلال فترة رعايتهم، يمكن أن يعاني مرضى الموت الدماغي من مجموعة واسعة من المضاعفات، بما في ذلك «العدوى واضطرابات في ديناميكا الدم والسكري الكاذب وقصور النخامية واختلال التنظيم الحراري والاضطرابات الأيضية ومتلازمة الضائقة التنفسية الحادة والتخثر المنتشر داخل الأوعية». يكون علاج هذه المضاعفات صعبًا لأن تأثير الأدوية على صحة الجنين مجهول.

## فرص نجاة الجنين
وفقًا لإسماعيل زاده وآخرون، «يبدو أنه لا يوجد حد أدنى واضح لسن الحمل تكون فيه جهود الطبيب محدودة في دعم حياة الأم الميتة دماغيًا وجنينها». مع ذلك، كلما تقدم الجنين في السن عندما تموت أمه دماغيًا، زادت فرصه في البقاء على قيد الحياة. تشير الأبحاث التي أجريت على الولادات المبكرة إلى أن «الجنين الذي يولد قبل 24 أسبوعًا من الحمل لديه فرصة محدودة للبقاء على قيد الحياة. في حال توليد الجنين بعد 24 و28 و32 أسبوعًا، تكون فرص بقائه على قيد الحياة نحو 20-30% و80% و98% وتبلغ احتمالية إصابته بإعاقة 40% و10% وأقل من 2%، على التوالي».

## الفرق بين الموت الدماغي وحالات مماثلة
يجب فهم أوجه التشابه والاختلاف بين الموت الدماغي وحالتين أخريين: الحالة الإنباتية المستديمة والغيبوبة.

### الفرق بين الموت الدماغي والحالة الإنباتية المستديمة
يكون المرضى في الحالة الإنباتية المستديمة «ما يزالون على قيد الحياة ولكنهم يعانون أيضًا من انخفاض شديد في الوعي، رغم أن عيونهم قد تفتح تلقائيًا. قد يعطي فتح العين انطباعًا عن الوعي، لكنهم يكونون غير مدركين للبيئة من حولهم. ليس بإمكان هؤلاء المرضى التعرف على الفاحص، وليس بإمكانهم تمييز الأشياء أمامهم أو تتبع حركتها، وتكون حركاتهم غير هادفة وليس بإمكانهم التكلم». الفرق بين الحالتين هو أن الموت الدماغي يعني «موت جذع الدماغ» ويمكن تشخيصه سريريًا، بينما الحالة الإنباتية تعني «فقدان دائم وكامل لوظيفة الدماغ الأمامي» وتحتاج إلى مزيد من الدراسات.

## الفرق بين الموت الدماغي والغيبوبة
في الغيبوبة، «يمكن ملاحظة استجابات جذع الدماغ أو التنفس التلقائي أو الاستجابات الحركية غير الهادفة». مع ذلك، يمكن أن تؤدي الغيبوبة إلى موت الدماغ أو الشفاء أو حتى الحالة الإنباتية المستديمة.

## القوانين الفيدرالية وقوانين الولايات في الولايات المتحدة الأمريكية
تؤثر العديد من القوانين في الحالات التي تشمل دعم حياة الأم بعد الموت الدماغي. يتطلب القانون الفيدرالي لتقرير مصير المرضى من مؤسسات الرعاية الصحية تزويد المرضى البالغين الذين تم قبولهم حديثًا بالمعلومات المتعلقة بتوجيهات الرعاية الصحية المسبقة. يهدف هذا القانون إلى إعلام المرضى بحقوقهم فيما يتعلق برعاية نهاية الحياة.
أثبتت قوانين الولايات أيضًا أهميتها في الحالات التي تشمل دعم حياة الأم. يوفر قانون التوجيهات المسبقة في تكساس، والذي يشار إليه أيضًا باسم قانون تكساس للرعاية المستعصية، للمستشفيات حرية التصرف فيما يتعلق بمواصلة دعم الحياة، ويلغي التوجيهات المسبقة للمرضى الحوامل. كان قانون تكساس هذا بمثابة نقطة خلاف في وفاة مارليز مونيوز -وهي حالة أصبحت فيها رعاية نهاية الحياة تتعارض مع قوانين وسياسات الإجهاض. كانت مارليز مونيوز حاملًا في الأسبوع الرابع عشر عندما وقع الحدث المرضي، وبينما كان الإجهاض قانونيًا في الأسبوع الرابع عشر في تكساس، كان قانون الولاية ينص على أن المستشفى يجب أن توفر دعم لحياة النساء الحوامل. لا يوجد في القانون تفاصيل محددة حول كيفية تطبيقه اعتمادًا على مدى طول فترة حمل المرأة، ولا يذكر تعريفًا للمرض العضال لتفريقه عن الموت الدماغي.
لا يذكر قانون تكساس هذا على وجه التحديد التزام المستشفى في حالة موت الامرأة الحامل دماغيًا، ما أدى إلى معركة قانونية طويلة الأمد في الأسابيع التي أعقبت حادثة الانصمام الرئوي التي أصيبت بها مارليز مونيوز. تعد تكساس إحدى عدة ولايات لديها قوانين تتعلق بالامرأة الحامل والتوجيهات المسبقة أو توجيهات عدم الإنعاش. بشكل خاص، توجد في 26 ولاية قوانين تتجاهل التوجيهات المسبقة عندما تكون الامرأة مريضة بمرض عضال لكنها حامل. أثار هذا الموقف الأخير المتعلق بمارليز مونيوز مجموعة من التساؤلات المتعلقة بالأجنة التي لم تولد بعد، وتفضيلات المريض والأسرة، وتحفّظ المستشفى على تفسير قوانين الولاية التي تشمل التوجيهات المسبقة.

## الاعتبارات الاخلاقية
تتخذ القرارات الأخلاقية لإطالة العمر الجسدي للامرأة الحامل الميتة دماغيًا عدة وجهات نظر، وتتأثر غالبًا بالعمر الحملي للجنين في الوقت الذي تعرضت فيه الامرأة للإصابة. يقدم كل من مبدأ الإحسان وضمان الحق في الحياة للجنين والأم العديد من الحجج الأخلاقية. إذا كان من المحتمل أن يكون لإطالة عمر الأم نتائج إيجابية على الجنين، يمكن اعتبار ذلك أمرًا أخلاقيًا. بالاعتماد على مبدأ الإحسان، يقترح ديلون وآخرون لوي نموذج التقييم التالي عند تحديد ما إذا كان يجب تقديم الدعم لحياة امرأة حامل ميتة دماغيًا أم لا:
- إذا كان الجنين يعاني من نفس الحالة التي تعاني منها الأم، لا ينبغي توفير دعم الحياة.
- إذا كان عمر الحمل لم يتجاوز 24 أسبوعًا: لا ينبغي توفير دعم للحياة للأم لإنقاذ الجنين.
- إذا كان عمر الحمل بين 24-28 أسبوعًا: يجب التدخل فقط بعد توعية صانعي القرار بالمخاطر المحتملة.
- إذا كان عمر الحمل تجاوز 28 أسبوعًا: يجب التدخل حتى يصبح بالإمكان توليد الأم أو حتى تسوء حالتها.